# Santa Maria de Vilanova

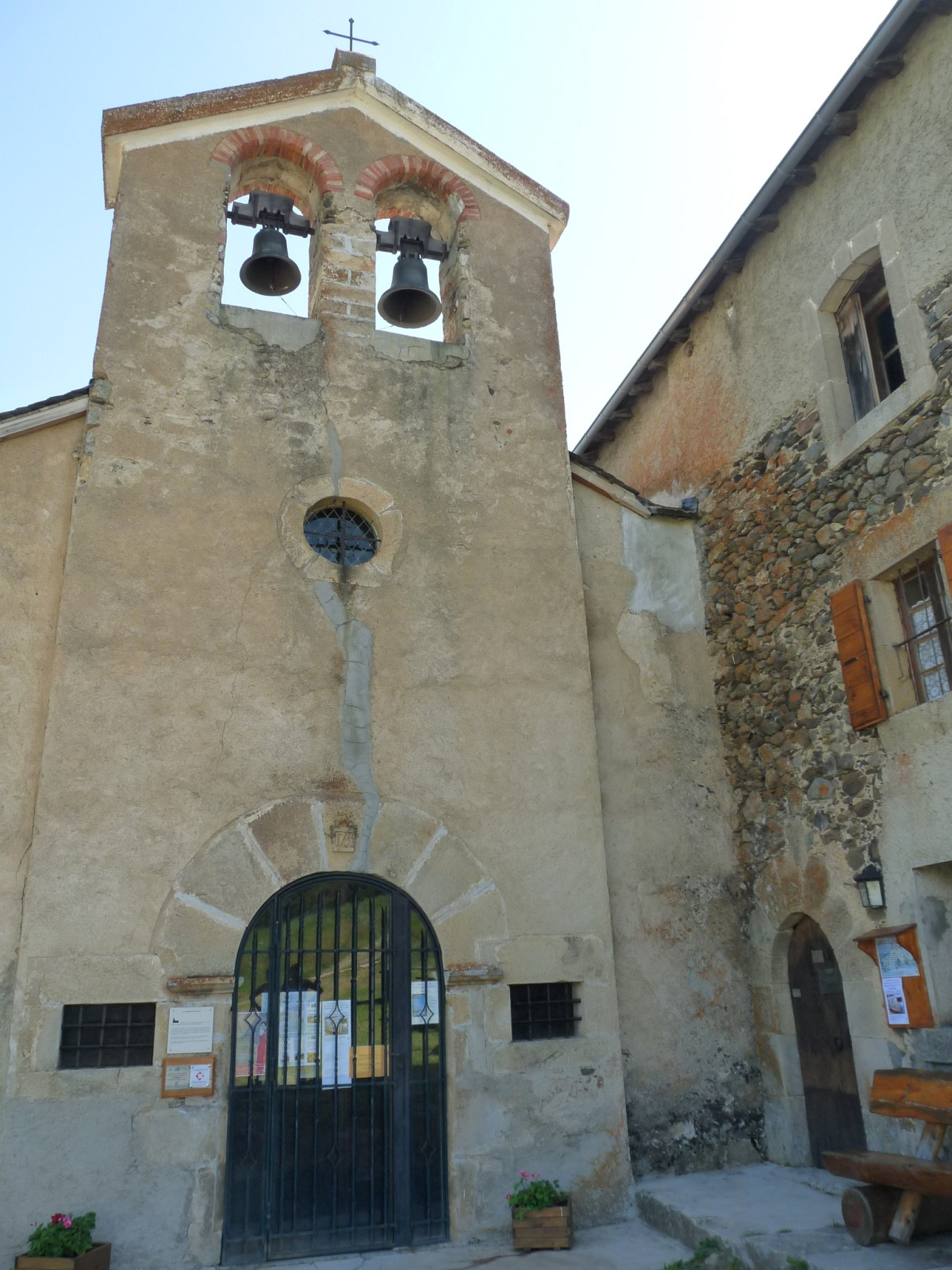
Façana occidental

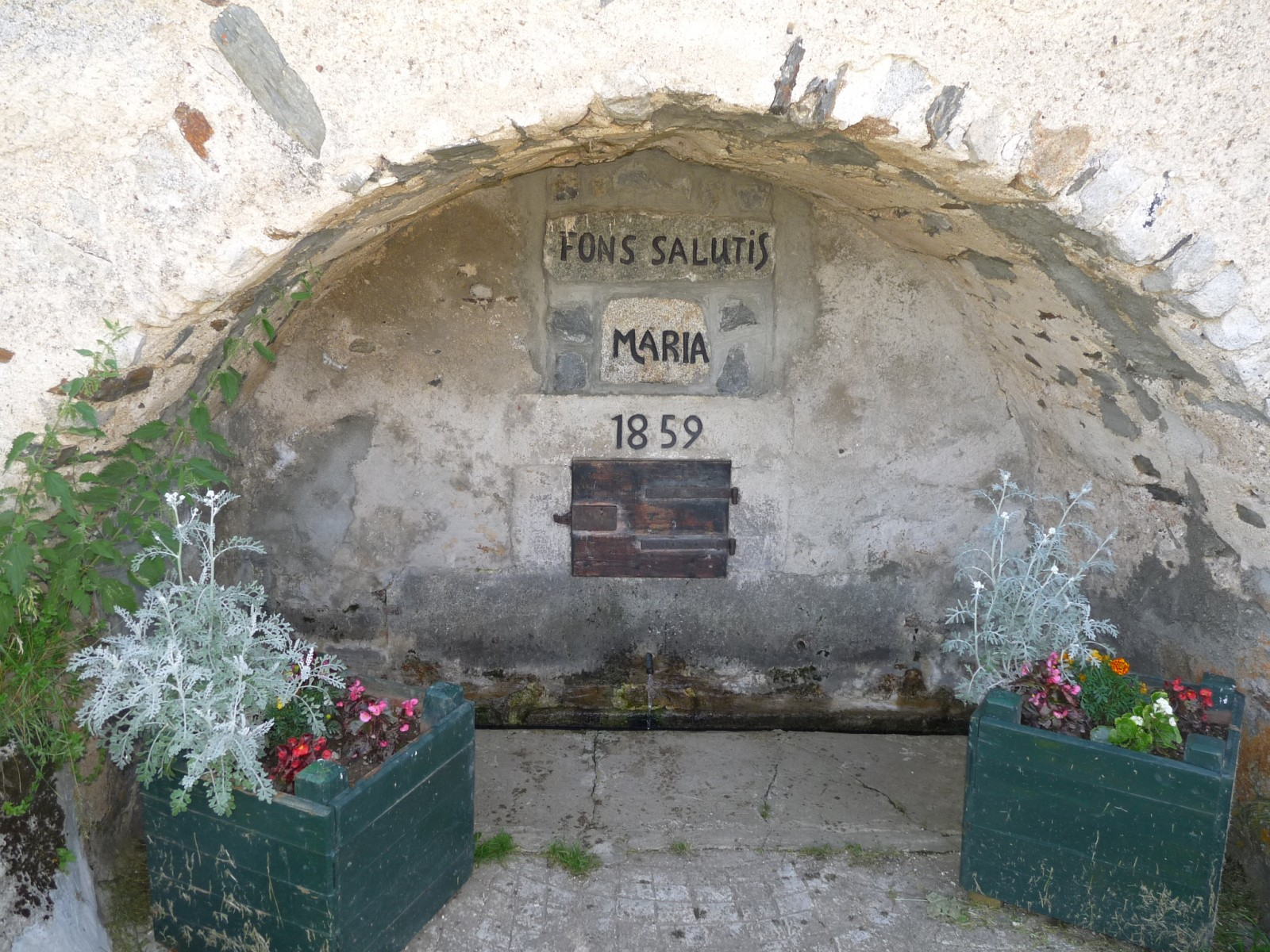
La Font Salutis

Santa Maria de Vilanova és una capella del poble de Vilanova de Formiguera, del terme comunal de Formiguera, a la comarca del Capcir, de la Catalunya del Nord.
Està situada prop de l'extrem de llevant del terme comunal, uns 625 metres en línia recta al sud-oest del poble de Vilanova (de Formiguera).
És una capella d'una sola nau, amb absis orientat cap a llevant, amb portalada adovellada en el frontis de ponent, sota un campanar d'espadanya de dues obertures. L'esglesieta data de començaments del segle xviii.
Al costat de la capella es troba la Font Salutis.